# Follow You Follow Me
Follow You Follow Me è un singolo del 1978 dei Genesis. La musica è stata scritta da Tony Banks, Phil Collins e Mike Rutherford, con testo scritto da Rutherford. Originariamente pubblicato come ultima traccia dal loro album del 1978 ...And Then There Were Three..., il singolo ha raggiunto la posizione 23 nella Top 40 americana, e la 7 nella UK Top 10.

## Storia
Come gran parte dell'album che la contiene, questa canzone si distacca dal genere rock progressivo dei precedenti lavori. Sebbene altri album contenessero delle canzoni d'amore, come More Fool Me in Selling England by the Pound e Your Own Special Way in Wind & Wuthering, Follow You Follow Me è stato il primo successo pop mondiale del gruppo.

## Il video
Il video della canzone è una esecuzione dal vivo mimata della band. Phil Collins vi appare nella doppia veste di cantante che suona uno shaker e di batterista.

## Classifiche
| Classifica (1978)                | Posizione massima |
| -------------------------------- | ----------------- |
| Australia                        | 16                |
| Austria                          | 15                |
| Belgio (Fiandre)                 | 26                |
| Canada                           | 25                |
| Francia                          | 12                |
| Germania                         | 8                 |
| Nuova Zelanda                    | 22                |
| Paesi Bassi                      | 9                 |
| Regno Unito                      | 7                 |
| Stati Uniti                      | 23                |
| Stati Uniti (adult contemporary) | 21                |
| Svizzera                         | 6                 |

## Le versioni e altre apparizioni
- L'ex cantante dei Genesis Ray Wilson esegue la canzone sul suo album da solista Ray Wilson Live.
- È stata anche ripresa dalla band statunitense Red House Painters per la prima edizione di Badman's Shanti Project Collection.
- Questa canzone è anche apparsa nella serie televisiva Cold Case (stagione 1 episodio 12, Colla), è presente nella telenovela brasiliana Dancin' Days e può essere ascoltata brevemente nel film Io vi dichiaro marito e... marito  del 2007.
- La canzone era la sigla, dal 2009 al 2021, del programma televisivo Pomeriggio 5, in onda su Canale 5.
- L'artista musicale italiano Zucchero nel 2021 ne ha inciso una cover, pubblicata come primo singolo estratto dal suo primo album di cover Discover.